# Kampen för tillvaron
För andra betydelser, se Kampen för tillvaron (olika betydelser).
Kampen för tillvaron (norska: Kampen for tilværelsen) är en oljemålning från 1888–1889 av den norske konstnären Christian Krohg. Målningen tillhör Nasjonalmuseet for kunst, arkitektur og design sedan 1889.
Målningen visar brödutdelning till fattiga en kall vinterdag i hörnet av Karl Johans gate och Skippergaten i Kristiania (nuvarande Oslo). Flera av Krohgs målningar porträtterade personer inom samhällets mer utsatta grupper. Hans sociala engagemang gjorde att han under 1890-talet allt mer övergick till journalistiskt arbete. Hans skrifter och tidningsartiklar samlades i fyra band och utgavs under titeln Kampen för Tilværelsen (1920–1922).
Krohg målade även flera förstudier och repliker på samma motiv, en av dessa ingår idag i Nationalmuseum samlingar.